# 李萌娇
李萌娇（1964年3月—），女，汉族，中华人民共和国政治人物。现任本溪市人大常委会副主任，民盟辽宁省委副主委。第十三、十四届全国政协委员。